# Rhynchoryza subulata
Genre
Espèce
Rhynchoryza subulata est une espèce de plantes monocotylédones de la famille des Poaceae, sous-famille des Oryzoideae,  originaire d'Amérique du Sud. C'est l'unique espèce du genre Rhynchoryza (genre monotypique).
Ce sont des plantes herbacées vivaces, aux inflorescences en panicules ouvertes, dont les épillets n'ont pas de glumes ou des glumes réduites (comme chez les espèces du genre Oryza).
Le nom générique « Rhynchoryza » est formé de la racine grecque « ρυγχος » (rhynchos) qui signifie « corne, bec » (en référence au bec terminant la lemme des fleurons fertiles) et du nom générique oryza qui désigne un genre proche (le riz).